# Computer World

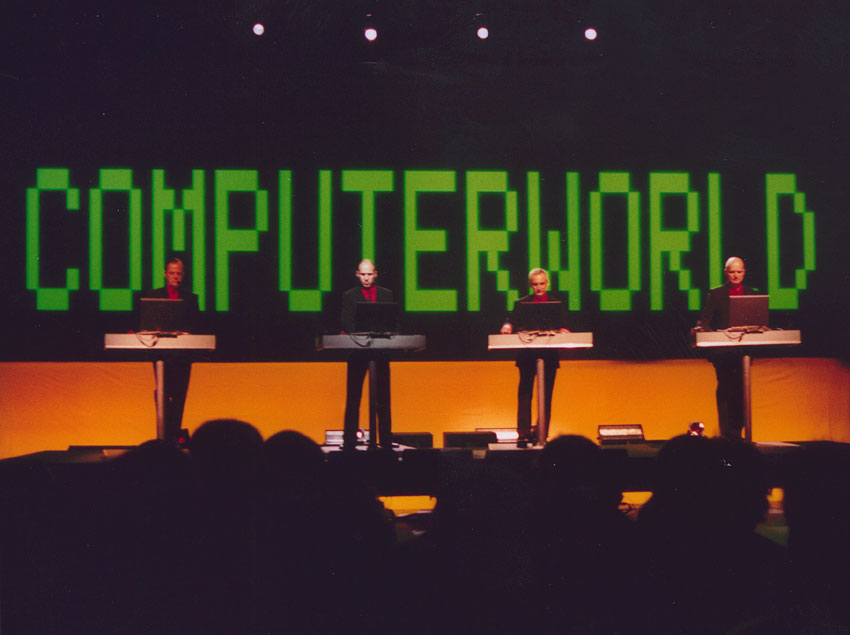
Live in Stockholm

Computerworld is een album van de Duitse elektronische-muziekgroep Kraftwerk. In Duitsland kwam het album uit onder de naam Computerwelt. De akkoordprogressie van het nummer Computer Love werd gebruikt door Coldplay in hun nummer Talk.

## Nummers

### Engelse versie
1. "Computer World" – 5:05
2. "Pocket Calculator" – 4:55
3. "Numbers" – 3:19
4. "Computer World 2" – 3:21
5. "Computer Love" – 7:15
6. "Home Computer" – 6:17
7. "It’s More Fun to Compute" – 4:13

### Duitse versie
1. "Computerwelt" – 5:05
2. "Taschenrechner" – 5:00
3. "Nummern" – 3:00
4. "Computerwelt 2" – 3:30
5. "Computerliebe" – 7:00
6. "Heimcomputer" – 6:00
7. "It’s More Fun to Compute" – 4:15

### Franse versie
1. "Computer World" – 5:05
2. "Minicalculateur" – 4:55
3. "Numbers" – 3:00
4. "Computer World 2" – 3:30
5. "Computer Love" – 7:00
6. "Home Computer" – 6:00
7. "It’s More Fun to Compute" – 4:15

### Japanse versie
1. "Computer World" ("コンピューター・ワールド") – 5:07
2. "Dentaku" ("電卓") – 4:56
3. "Numbers" ("ナンバース") – 3:19
4. "Computer World 2" ("コンピューター・ワールド2") – 3:20
5. "Computer Love" ("コンピューター・ラブ") – 7:16
6. "Home Computer" ("ホーム・コンピューター") – 6:17
7. "It’s More Fun to Compute" ("コンピューターはボクのオモチャ") – 4:12

Opmerking 1: De Franse versie is nooit meer heruitgegeven op CD.

Opmerking 2: Op de Japanse heruitgave is nummer 2 "Pocket Calculator" en "Dentaku" is een bonus track.